# Italianisation

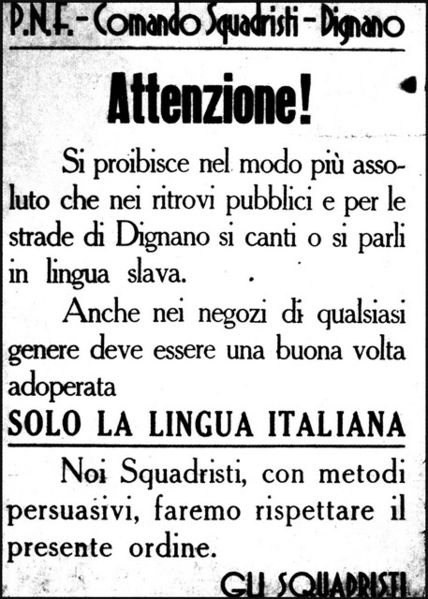
Affiche squadriste menaçante à Dignano (Vodnjan, aujourd'hui en Croatie) en faveur du seul usage de l'italien. Entre 1922 et 1943.

L'italianisation (italien : Italianizzazione, croate : talijanizacija, slovène : poitaljančevanje, allemand : Italianisierung, grec moderne : Ιταλοποίηση) est la diffusion de la culture, de la langue et de l'identité italienne par le biais de l'intégration ou de l'assimilation,.
C'est aussi le nom d'un processus organisé par le royaume d'Italie pour forcer l'assimilation culturelle et ethnique des populations autochtones vivant, principalement, dans les anciens territoires austro-hongrois qui ont été transférés à l'Italie après la Première Guerre mondiale en échange de l'adhésion de l'Italie à la Triple-Entente en 1915 ; ce processus a été principalement mené pendant la période du régime fasciste entre 1922 et 1943.

## Régimes et populations affectées
Entre 1922 et le début de la Seconde Guerre mondiale, les personnes concernées étaient les populations germanophones et ladinophones du Trentin-Haut-Adige, ainsi que les Slovènes et les Croates de la Marche julienne. Le programme a ensuite été étendu aux régions annexées pendant la Seconde Guerre mondiale, touchant les Slovènes de la province de Ljubljana, les Croates de Gorski Kotar et de la Dalmatie côtière, les Grecs des îles Ioniennes et, dans une moindre mesure, les régions francophones et arpitanophones des Alpes occidentales (comme la vallée d'Aoste). En revanche, l'île de Sardaigne avait déjà subi une italianisation culturelle et linguistique à une époque antérieure.

### Istrie, Marche julienne, Dalmatie
L'ancien Littoral autrichien (rebaptisé plus tard la Marche julienne) a été occupé par l'armée italienne après l'armistice avec l'Autriche. Après l'annexion de la Marche julienne par l'Italie, 400 organisations culturelles, sportives (par exemple le Sokol), de jeunesse, sociales et professionnelles slaves, ainsi que des bibliothèques, trois partis politiques, 31 journaux et revues, et 300 coopératives et institutions financières avaient été interdites, et spécifiquement plus tard avec la loi sur les associations (1925), la loi sur les manifestations publiques (1926) et la loi sur l'ordre public (1926), furent fermés le lycée classique de Pazin, du lycée de Volosko (en) (1918), la fermeture des 488 écoles primaires slovènes et croates ont suivi.
La période de persécution violente des Slovènes à Trieste commença par des émeutes le 13 avril 1920, organisées en représailles à l'assaut des troupes d'occupation italiennes sur la population croate locale lors des émeutes de Split le 11 juillet 1920. De nombreux magasins et bâtiments appartenant à des Slovènes furent détruits au cours de ces émeutes, qui culminèrent avec l'incendie du Narodni dom ("Maison nationale"), le centre culturel des Slovènes de Trieste, par un groupe de fascistes italiens dirigé par Francesco Giunta. Benito Mussolini loua cette action comme un "chef-d'œuvre du fascisme triestin" et deux ans plus tard, il devint premier ministre d'Italie.
Le 20 septembre 1920, Mussolini déclara à Pula : « Lorsqu'il s'agit d'une race telle que les Slaves - inférieure et barbare - nous ne devons pas poursuivre la politique de la carotte, mais celle du bâton. Nous ne devons pas avoir peur de nouvelles victimes. La frontière italienne devrait passer par le col du Brenner, le Monte Nevoso et les Alpes Dinariques. Je dirais que nous pouvons facilement sacrifier 500.000 Slaves barbares pour 50.000 Italiens. »
Cela exprimait une opinion commune contre la minorité croate et slovène de la Marche julienne.
Des enseignants italiens furent affectés aux écoles et l'usage des langues croate et slovène fut restreint dans l'administration et dans les tribunaux. Après mars 1923, ces langues furent interdites dans l'administration, et après octobre 1925 dans les tribunaux également. En 1923, dans le cadre de la réforme organique de l'école (en) préparée par le ministre Giovanni Gentile, l'enseignement dans des langues autres que l'italien fut supprimé. Dans la Marche julienne, cela signifiait la fin de l'enseignement en croate et en slovène. Quelque 500 enseignants slovènes, soit près de la moitié de tous les enseignants slovènes de la région du Littoral slovène, furent déplacés par les Italiens de la région vers l'intérieur de l'Italie, tandis que des enseignants italiens furent envoyés pour enseigner l'italien aux enfants slovènes. Toutefois, à Šušnjevica (italien : Valdarsa), l'utilisation de la langue istro-roumaine fut autorisée après 1923.
En 1926, affirmant qu'il rétablissait les noms de famille dans leur forme italienne originale, le gouvernement italien annonça l'italianisation des noms de famille allemands, slovènes et croates,. Dans la seule province de Trieste, 3 000 noms de famille furent modifiés, ce qui affecta 60 000 personnes qui virent leur nom de famille modifié pour prendre une forme à consonance italienne, comme par exemple Lojze Bratuž qui devint Luigi Bertossi.
Les sociétés slovènes et croates et les associations sportives et culturelles durent cesser toute activité, conformément à une décision des secrétaires fascistes provinciaux datée du 12 juin 1927. Sur un ordre spécifique du préfet de Trieste du 19 novembre 1928, la société politique Edinost fut également dissoute. Les coopératives financières croates et slovènes d'Istrie, d'abord absorbées par les caisses d'épargne de Pula ou de Trieste, furent progressivement liquidées.
En 1927, Giuseppe Cobolli Gigli (en), le ministre des travaux publics de l'Italie fasciste, écrivit dans le magazine Gerarchia (en), une publication fasciste, que "la muse d'Istrie a nommé foibe les lieux adaptés à l'enterrement des ennemis des caractéristiques nationales [italiennes] de l'Istrie",,,.
L'organisation militante antifasciste slovène TIGR naquit en 1927. Elle coordonna la résistance slovène contre l'Italie fasciste jusqu'à son démantèlement par la police secrète fasciste en 1941. À l'époque, certains anciens membres de la TIGR rejoignirent les Partisans slovènes.
En raison de la répression, plus de 100 000 Slovènes et Croates émigrèrent du territoire italien entre les deux guerres mondiales, la grande majorité vers la Yougoslavie. Parmi les émigrés slovènes notables de Trieste figurent les écrivains Vladimir Bartol et Josip Ribičič (en), le théoricien du droit Boris Furlan (en) et l'architecte Viktor Sulčič (en).

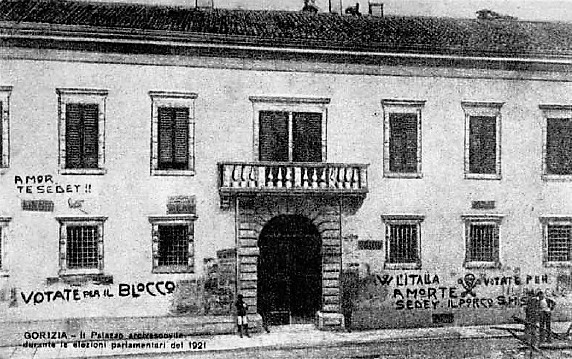
Slogans fascistes sur un bâtiment de Gorizia, 1926
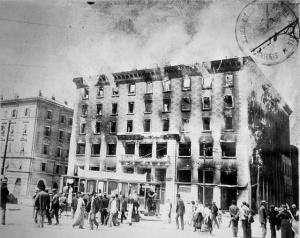
Incendie par les fascistes du Narodni dom, un centre culturel slovène situé à Trieste
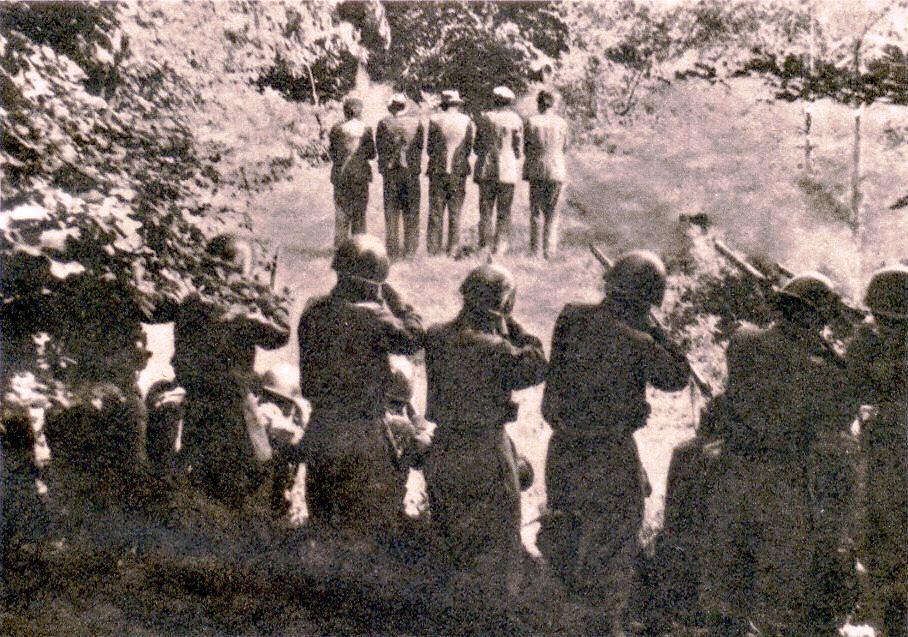
Soldats italiens tuant les otages slovènes Franc Žnidaršič, Janez Kranjc, Franc Škerbec, Feliks Žnidaršič et Edvard Škerbec, 31 juillet 1942

### Crimes de guerre
Pendant la Seconde Guerre mondiale, l'Italie attaqua la Yougoslavie et occupa de grandes parties de la Slovénie, de la Croatie, de la Bosnie, du Monténégro, de la Serbie et de la Macédoine, annexant directement la province de Ljubljana, Gorski Kotar et la Dalmatie centrale ainsi que la plupart des îles croates. En Dalmatie, le gouvernement italien déploya des efforts considérables pour italianiser la région. Les forces d'occupation italiennes ont été accusées de commettre des crimes de guerre afin de transformer les territoires occupés en territoires peuplés d'Italiens
.
Le gouvernement italien a envoyé des dizaines de milliers de citoyens slaves, parmi lesquels de nombreuses femmes et enfants, dans les camps de concentration italiens (en) , comme le camp de concentration de Rab, Gonars, Monigo (en), Renicci, Molat, Zlarin, Mamula, etc. Pour la seule province de Ljubljana, les historiens estiment que les Italiens ont envoyé 25 000 à 40 000 Slovènes dans les camps de concentration, ce qui représente 8 à 12 % de la population totale. Des milliers d'entre eux sont morts dans les camps, dont des centaines d'enfants. Les survivants n'ont reçu aucune compensation de l'Italie après la guerre.
Mario Roatta était le commandant de la 2e armée italienne en Yougoslavie. Pour réprimer la résistance croissante menée par les partisans slovènes et croates, il adopta une tactique d'"exécutions sommaires, de prises d'otages, de représailles, d'internements et d'incendies de maisons et de villages" Après la guerre, le gouvernement yougoslave chercha en vain à le faire extrader pour crimes de guerre depuis l'Espagne, où il était protégé par Francisco Franco. Mario Robotti donna un ordre conforme à une directive reçue de Mussolini en juin 1942 : " Je ne serais pas opposé à ce que tous les Slovènes soient emprisonnés et remplacés par des Italiens. En d'autres termes, nous devrions faire en sorte que les frontières politiques et ethniques coïncident...".

Camp de concentration de Rab
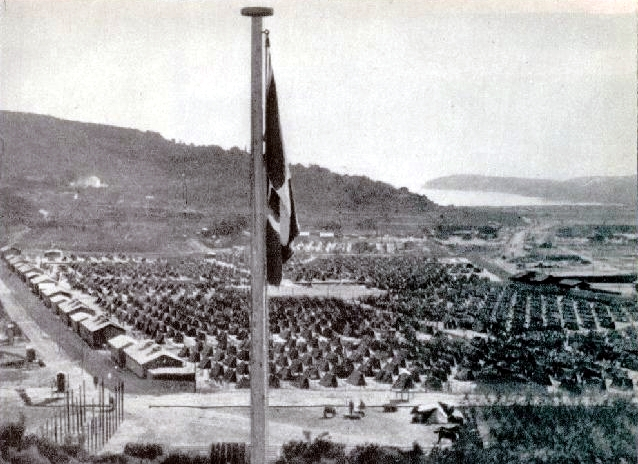
Camp de concentration de Rab, où 15000 Croates et Slovènes furent déportés
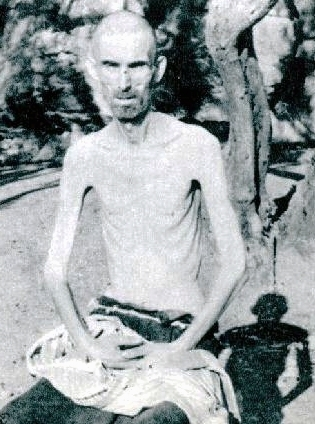
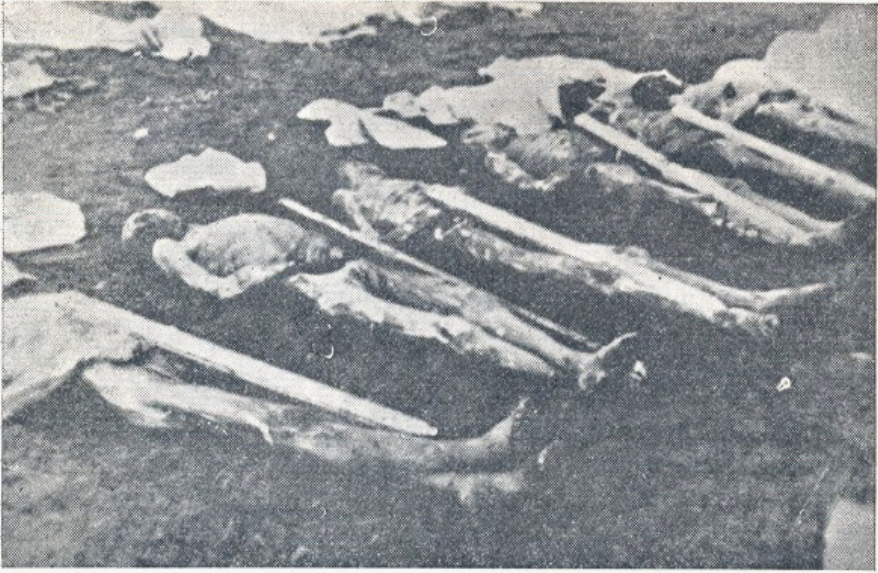

### Les  îles Ioniennes

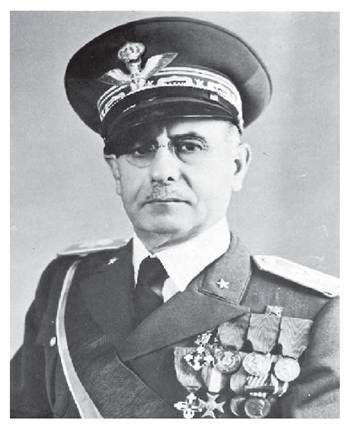
Carlo Geloso

Les vestiges culturels de la période vénitienne furent le prétexte de Mussolini pour incorporer les îles Ioniennes au royaume d'Italie. Avant même le début de la Seconde Guerre mondiale et de la guerre italo-grecque de 1940-1941, Mussolini avait exprimé son souhait d'annexer les îles Ioniennes pour en faire une province italienne. Après la chute de la Grèce au début du mois d'avril 1941, les Italiens occupèrent une grande partie du pays, y compris les îles Ioniennes. Mussolini informa le général Carlo Geloso que les îles Ioniennes formeraient une province italienne distincte par le biais d'une annexion de facto, mais que les Allemands ne l'approuveraient pas. Néanmoins, les autorités italiennes continuèrent à préparer le terrain pour l'annexion. Finalement, le 22 avril 1941, après des discussions entre les dirigeants allemands et italiens, Hitler accepta que l'Italie procédât à une annexion de facto des îles. Ainsi, le 10 août 1941, les îles de Corfou, Céphalonie, Zante, Leucade et quelques îles mineures furent officiellement annexées par l'Italie dans le cadre de la Grande Communauté du Nouvel Empire romain.
Dès que le gouverneur fasciste Piero Parini s'installa à Corfou, il entama vigoureusement une politique d'italianisation forcée qui dura jusqu'à la fin de la guerre. Les îles sont passées par une phase d'italianisation dans tous les domaines, de leur administration à leur économie. L'italien fut désigné comme la seule langue officielle des îles ; une nouvelle monnaie, la drachme ionienne, fut introduite dans le but d'entraver le commerce avec le reste de la Grèce, ce qui était interdit par Parini. Les transports avec la Grèce continentale furent limités ; dans les tribunaux, les juges durent appliquer le droit italien, et l'enseignement suivit le modèle éducatif de l'Italie continentale. Les fonctionnaires administratifs grecs furent remplacés par des fonctionnaires italiens, les fonctionnaires administratifs d'origine non ionienne furent expulsés, les gendarmes locaux furent partiellement remplacés par des carabiniers italiens, bien que Parini ait initialement autorisé les juges grecs à poursuivre leur travail, ils furent finalement remplacés par un tribunal militaire italien basé à Corfou. Le "retour à l'ordre vénitien" et l'italianisation tels que poursuivis par Parini étaient encore plus drastiques que les politiques d'italianisation menées ailleurs, car leur objectif était la cessation forcée et abrupte de tous les liens culturels et historiques avec l'ancienne mère patrie. Le seul journal sur les îles était le "Giornale del Popolo" en langue italienne,,,. Au début de 1942, les politiciens d'avant-guerre des îles Ioniennes commencèrent à protester contre les politiques sévères de Parinin qui réagit en ouvrant un camp de concentration sur l'île de Paxos, auquel s'ajoutent deux autres camps sur les îles Othoni et Lazaréto. Les troupes de police de Parini arrêtèrent environ 3 500 personnes, qui furent emprisonnées dans ces trois camps. Les efforts d'italianisation dans les îles Ioniennes prirent fin en septembre 1943, après l'armistice de Cassibile.

### Le Dodécanèse

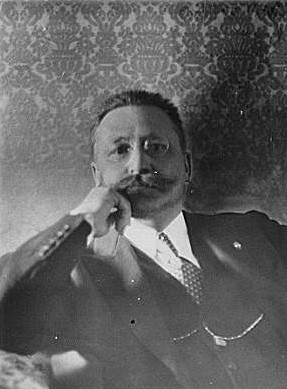
Mario Lago

Les douze îles principales du Dodécanèse, dont la plus grande est Rhodes, ont été gouvernées par l'Italie entre 1912 et 1945. Après une période de régime militaire, des gouverneurs civils furent nommés en 1923, peu après que les fascistes aient commencé à gouverner l'Italie et que des Italiens se soient installés sur les îles. Le premier gouverneur, Mario Lago (en), a encouragé les mariages mixtes entre les colons italiens et les Grecs, et il offrit des bourses aux jeunes Grecs pour étudier en Italie. Il créa aussi une église du Dodécanèse pour limiter l'influence de l'Église orthodoxe grecque. Des organisations de jeunesse fascistes furent introduites sur les îles, et l'italianisation des noms fut encouragée par les autorités italiennes. Les insulaires ne reçurent toutefois pas la pleine citoyenneté et n'étaient pas tenus de servir dans les forces armées italiennes. La population fut autorisée à élire ses propres maires. Le successeur de Lagos, Cesare Maria De Vecchi, se lança dans une campagne d'italianisation forcée en 1936. La langue italienne devint obligatoire dans l'enseignement et la vie publique, le grec n'étant qu'une matière facultative dans les écoles. En 1937, les maires élus furent remplacés par des fascistes loyaux nommés. En 1938, les nouvelles lois raciales italiennes furent introduites dans les îles.

### Le  Tyrol du Sud

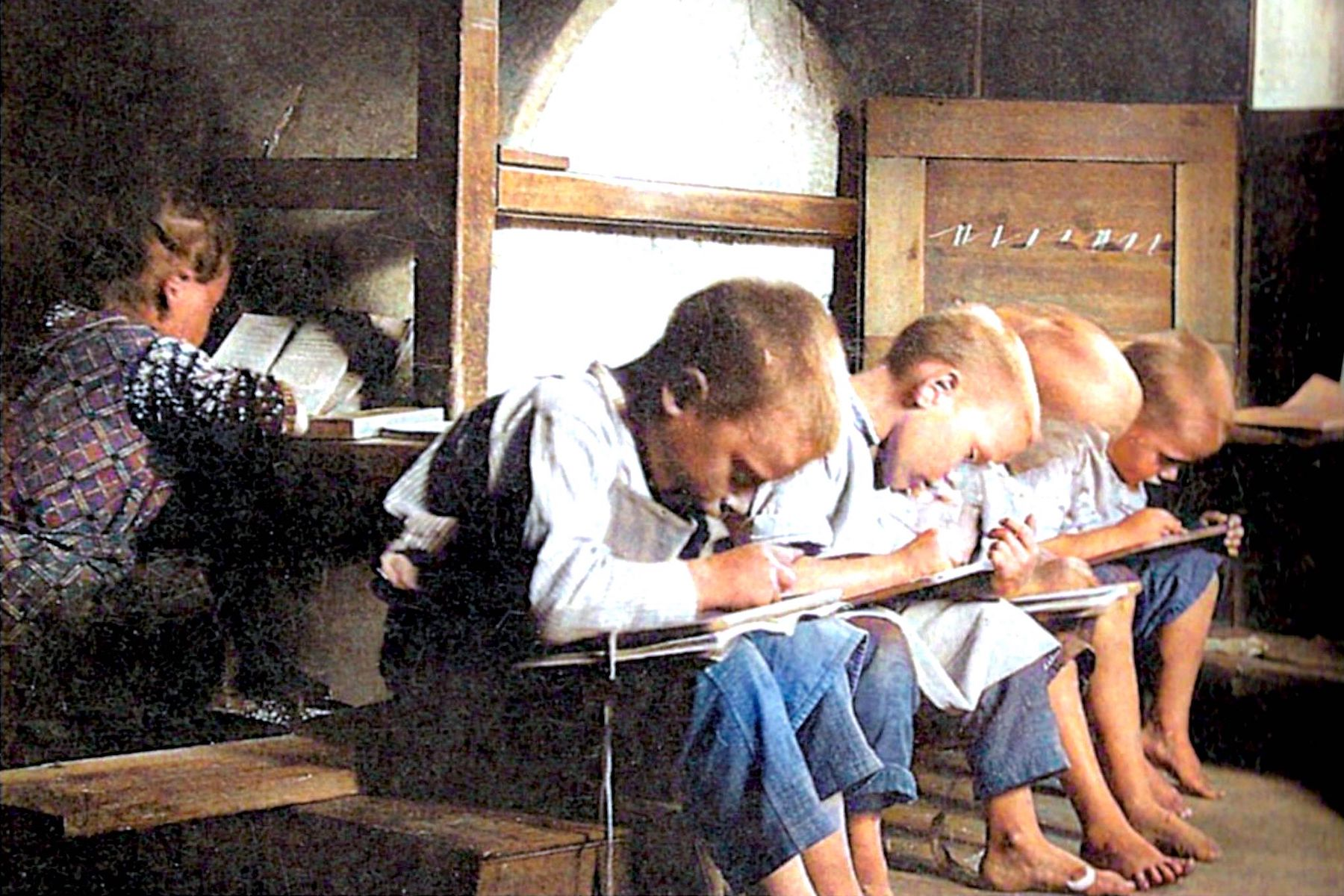
Leçon dans une Katakombenschulen, 1927.

En 1919, au moment de son annexion, la partie méridionale du Tyrol était habitée par près de 90% de germanophones. En octobre 1923, l'utilisation de la langue italienne devint obligatoire (mais pas exclusive) à tous les niveaux de l'administration fédérale, provinciale et locale. Les règlements des autorités fascistes exigèrent que tous les types de panneaux et d'avis publics fussent uniquement en italien. Les cartes, les cartes postales et tout autre matériel graphique devaient indiquer les noms de lieux en italien. En septembre 1925, l'italien est devenu la seule langue autorisée dans les tribunaux. Des Katakombenschulen ("écoles de catacombes") illégales furent alors créées par la minorité germanophone locale pour enseigner la langue allemande aux enfants. Le gouvernement créa des incitations pour encourager l'immigration d'Italiens de souche dans le Tyrol du Sud.
Plusieurs facteurs ont limité les effets de la politique italienne, à savoir la nature défavorable du territoire (principalement des montagnes et des vallées d'accès difficile), la difficulté pour les italophones de s'adapter à un environnement complètement différent et, plus tard, l'alliance entre l'Allemagne et l'Italie : en vertu de l'accord d'option sur le Tyrol du Sud de 1939, Adolf Hitler et Benito Mussolini ont déterminé le statut des Allemands vivant dans la province. Ils devaient soit opter pour l'émigration vers l'Allemagne, soit rester en Italie et s'italianiser complètement. En raison du déclenchement de la Seconde Guerre mondiale, cet accord n'a jamais été pleinement appliqué et la plupart des Allemands de souche sont restés ou sont rentrés à la fin de la guerre.
Après la Seconde Guerre mondiale, le Tyrol du Sud a été l'une des premières régions à se voir accorder l'autonomie en raison de sa situation linguistique particulière ; toute autre tentative d'italianisation fut abandonnée. Au XXIe siècle, un peu plus de cent ans après l'annexion de la région par l'Italie, 64 % de la population du Tyrol du Sud parle l'allemand comme première langue et langue de tous les jours.

### La Sardaigne
En 1720, l'île de Sardaigne avait été cédée à la Maison de Savoie, qui contrôlait déjà à l'époque un certain nombre d'autres États sur le continent, notamment le Piémont. Les États de la maison de Savoie avaient imposé la langue italienne aux Sardes dans le cadre d'une politique culturelle plus large visant à lier l'île au continent de manière à empêcher toute tentative future de séparation politique ou à freiner un regain d'intérêt de la part de l'Espagne. En fait, la composition linguistique complexe des insulaires, jusqu'alors étrangère à l'italien et à sa sphère culturelle, avait été couverte par l'espagnol comme langue de prestige de l'élite pendant des siècles ; dans ce contexte, l'italianisation, bien que difficile, était conçue comme une politique culturelle permettant aux structures sociales et économiques de l'île d'être de plus en plus liées au continent et expressément au Piémont, où se trouvait le pouvoir central du royaume. La fusion parfaite de 1847, réalisée avec une intention assimilationniste et politiquement analogue à l'acte d'Union entre la Grande-Bretagne et l'Irlande, a déterminé le moment conventionnel à partir duquel la langue sarde « a cessé d'être considérée comme un marqueur d'identité d'un groupe ethnique spécifique, et a été mise dans le même panier que le conglomérat dialectal du continent déjà subordonné à la langue nationale »,. Le juriste Carlo Baudi di Vesme (it), dans son essai de 1848 Considerazioni politiche ed economiche sulla Sardegna, a déclaré que le sarde était l'une des barrières les plus importantes séparant les insulaires du continent italien, et que seule la suppression de leurs dialectes pouvait leur permettre de comprendre les instructions gouvernementales, émises en italien, et de devenir des sujets correctement « civilisés » du royaume de Sardaigne.
Cependant, ce n'est qu'avec la montée du fascisme que le sarde a été activement banni et/ou exclu de toute activité culturelle résiduelle afin d'imposer un passage complet à l'italien,,.
.

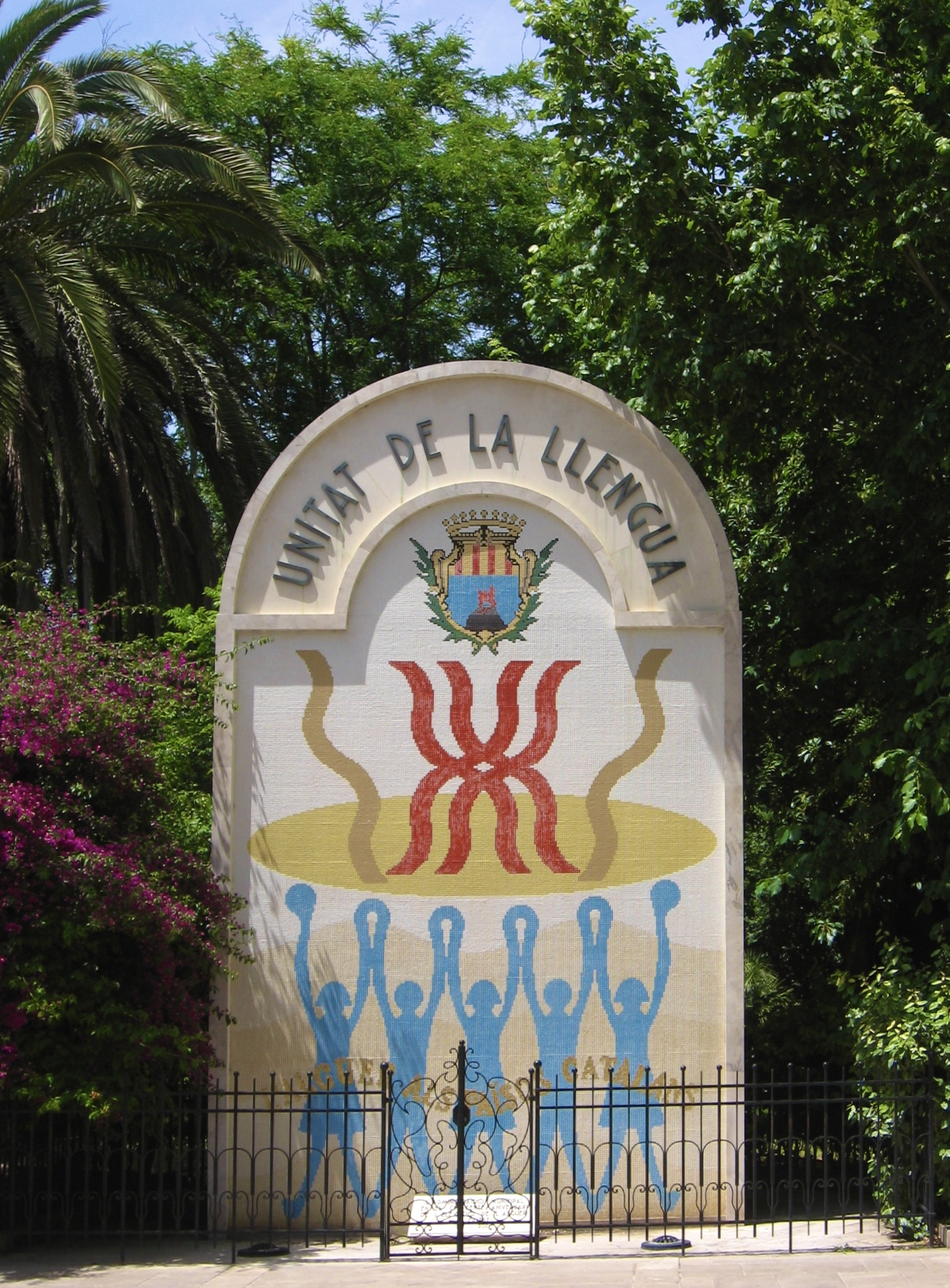
Monument en alguérois, un dialecte catalan parlé en Sardaigne
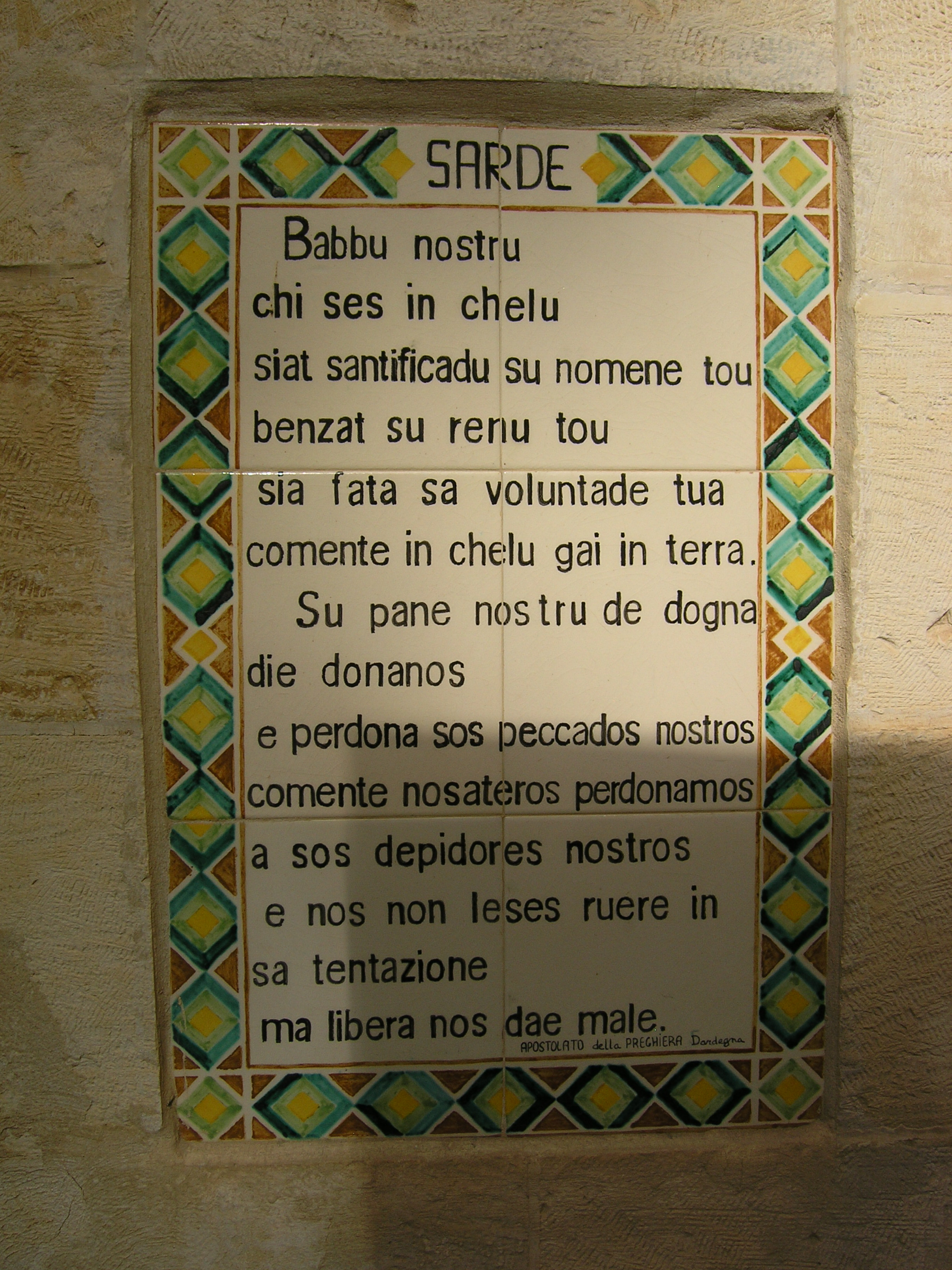
Un Notre Père en langue sarde dans l'Église du Pater Noster, Jérusalem

Après la fin de la Seconde Guerre mondiale, les efforts se poursuivent pour italianiser davantage la population, en se justifiant par le fait qu'en agissant ainsi, selon les principes de la théorie de la modernisation, l'île pourrait se débarrasser des anciennes « pratiques traditionnelles » qui la freinaient, considérées comme un héritage de barbarie dont il fallait se débarrasser immédiatement afin de rejoindre la croissance économique du continent. L'italianisation est ainsi devenue un phénomène de masse, prenant racine dans les villages jusqu'alors majoritairement sardophones. Pour de nombreux Sardes, l'abandon de leur langue et l'acquisition de l'italien comme norme culturelle représentaient un moyen de se distancer de leur groupe d'origine, qu'ils percevaient comme marginalisé et sans prestige, et de s'incorporer ainsi à un groupe social tout à fait différent. Les Sardes ont donc été amenés à se séparer de leur langue car elle portait la marque d'une identité stigmatisée, l'incarnation d'une subordination sociale et politique longtemps subie dans une société enchaînée, par opposition à la promotion sociale qui leur était accordée en embrassant l'italien,. Les recherches sur les préjugés ethnolinguistiques ont mis en évidence des sentiments d'infériorité chez les Sardes par rapport aux Italiens et à la langue italienne, perçue comme un symbole de supériorité continentale et de domination culturelle. En quelques générations, le sarde, ainsi que l'alguérois, un dialecte catalan, sont devenus des langues minoritaires parlées par de moins en moins de familles sardes, dont la majorité s'est transformée en italiens monolingues et monoculturels,,. Ce processus a été plus lent à s'installer dans les campagnes que dans les grandes villes, où il est devenu plus évident au contraire.
Aujourd'hui, les Sardes sont linguistiquement et culturellement italianisés et, malgré la reconnaissance officielle conférée au sarde par la loi nationale, « s'identifient à leur langue à un degré moindre que les autres minorités linguistiques en Italie, et semblent plutôt s'identifier à l'italien à un degré plus élevé que les autres minorités linguistiques en Italie »,. On estime qu'environ 10 à 13 % des jeunes nés en Sardaigne sont encore compétents en sarde, , et que la langue est actuellement utilisée exclusivement par 0,6 % de la population totale. Une étude menée en 2012 par les universités de Cagliari et d'Édimbourg a révélé que les personnes interrogées originaires de Sardaigne ayant le plus fort sentiment d'identité italienne étaient également celles qui exprimaient l'opinion la plus défavorable à l'égard du sarde, ainsi que la promotion de l'autonomie régionale.

### Vallée d'Aoste

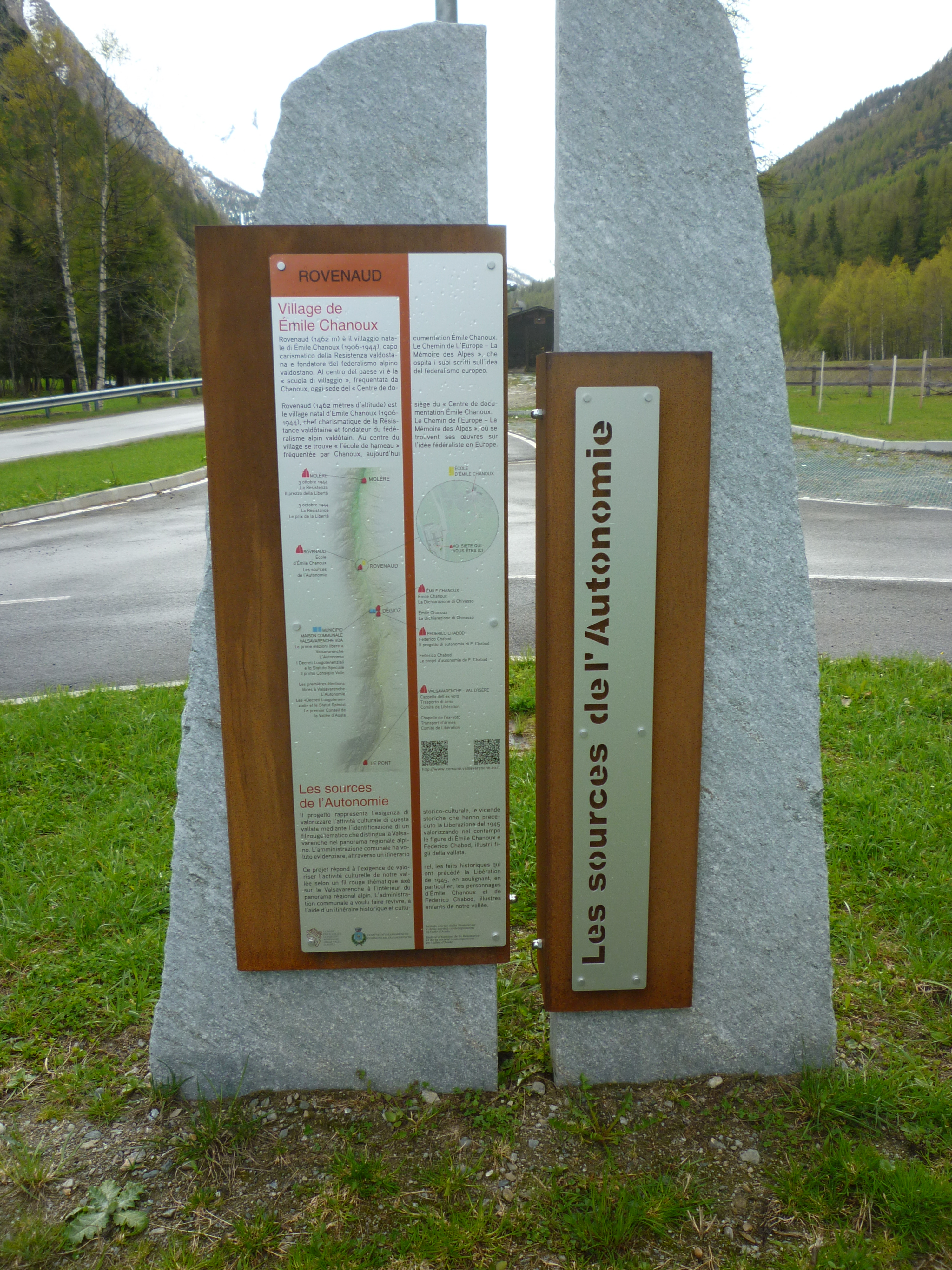
Plaque en hommage à Émile Chanoux, arrêté par la milice fasciste, est assassiné en prison

Le fascisme a essayé d’italianiser la Vallée d'Aoste, par la suppression des écoles de hameau, entièrement francophones, par l’instauration de l'usage exclusif de la langue italienne dans les bureaux judiciaires (arrêté royal du 15 octobre 1925, no 1796), par la suppression de l’enseignement du français (arrêté royal du 22 novembre 1925, no 2191), par l’italianisation des toponymes (ordonnance du 22 juillet 1939) et la suppression des journaux en français : le Duché d’Aoste, le Pays d’Aoste, la Patrie valdôtaine, et l’usage du français dans la presse. De plus, par l’arrêté royal no 1 du 2 janvier 1927, la Vallée d’Aoste devient la province d'Aoste, incluant aussi une partie du Canavais italophone.
Dans la région s’organise une société secrète pour la défense de l’identité valdôtaine et de l’usage de la langue française, la Ligue valdôtaine, dont le fondateur est le docteur Anselme Réan, ainsi qu'une activité partisane qui aboutit à la déclaration de Chivasso, signé par les représentants des communautés alpines pour la défense de leur particularisme. Un membre de la résistance, Émile Chanoux, arrêté par la milice fasciste, est assassiné en prison dans la nuit du 18 au 19 mai 1944.